# 칙 (주후)
칙(則, ? ~ 기원전 88년)은 전한 중기의 제후이다. 아버지 융강은 본래 흉노 출신으로, 전한에 항복하여 경제 때 주후(逎侯)에 봉해졌다.

## 생애
융강의 뒤를 이어 주후에 봉해졌으나, 무제 후원 원년(기원전 88년) 무당 제소군(齊少君)을 시켜 무제를 저주한 혐의로 요참에 처해졌다.

## 출전
- 사마천, 《사기》 권19 혜경간후자연표
- 반고, 《한서》 권17 경무소선원성공신표

| 선대 아버지 융강 | 전한의 주후 ? ~ 기원전 88년 4월 갑신일 | 후임 (봉국 폐지) |